# تاريخ أسرة تشينغ
بدأ تاريخ أسرة تشينغ في عام 1636، حين أسس زعيم المانشو المدعو هونغ تايجي الأسرة، واستمرت حتى عام 1912، حين تنازل الإمبراطور بويي عن العرش ردًا على ثورة شينهاي. كانت أسرة تشينغ آخر أسرة إمبراطورية في الصين، ووصلت إلى ذروة القوة على عكس أي من السلالات الصينية التي سبقتها، إذ شاركت في توسع إقليمي واسع النطاق. أدى عجز أسرة تشينغ عن مواجهة الإمبريالية الغربية واليابانية إلى سقوطها في النهاية، وتسبب التقلقل الذي ظهر في الصين خلال السنوات الأخيرة من حكم الأسرة في النهاية في تمهيد الطريق لعصر أمراء الحرب.
لم يؤسس حاكم جين اللاحق نورهاسي (الذي كان تابعًا لأسرة مينغ آنذاك) أسرة تشينغ رسميًا، ولكنه وضع حجر الأساس لظهورها من خلال سياساته المتمثلة في توحيد مختلف قبائل الجورشن وتوحيد نظام الثماني لافتات العسكري وغزو أراضي أسرتي مينغ وجوسون. وحد ابنه المدعو هونغ تايجي والذي أسس أسرة تشينغ رسميًا، الأراضي التي ورث السيطرة عليها من نورهاسي، ووضع الأساس لغزو أسرة مينغ، لكنه توفي قبل أن يشن هجومه. غزت أسرة تشينغ معظم أراضي أسرة مينغ بقيادة الإمبراطور شون تشي، وطاردت فلول الموالين وصولًا إلى المقاطعات الجنوبية الغربية، وأرست حكم تشينغ على أراضي الصين. نفذ الوصي دورغون مرسوم جديلة الشعر المنفر، وأجبر الصينيين على تبني قصة الشعر. اعتلى الإمبراطور كانغشي العرش في عام 1662، وحكم لمدة 61 عامًا حتى عام 1722. دخلت أسرة تشينغ في عهده عصر الازدهار المعروف باسم عصر تشينغ السامي. قُمعت ثورة الإقطاعيين الثلاثة في عهده، وحُلت النزاعات الحدودية المختلفة. خلفه الإمبراطور يونغ تشنغ الذي أثبت أنه إصلاحي قادر. انخرط جيش تشينغ في عشر حملات كبرى على الحدود الصينية في عهد الإمبراطور شيانلونغ وابنه. وصلت أسرة تشينغ من خلال فتوحاتها العسكرية آنذاك إلى نطاق إقليمي لم يسبق له مثيل في تاريخ الصين.
سرعان ما بدأ الحجم الكبير لإمبراطورية تشينغ واقتصادها الراكد في إظهار آثاره السلبية. بات الفساد مشكلة واسعة الانتشار أكثر فأكثر، إذ سرق مسؤولون صينيون مثل خو شين عائدات الضرائب والأموال العامة دوريًا، ما أدى إلى انتشار المجاعة بين الشعب الصيني. حاول الإمبراطور جياتشينغ القضاء على الفساد وقمع ثورتي اللوتس الأبيض ومياو. حاول خليفته الإمبراطور داوغوانغ مكافحة تجارة الأفيون في الصين، الأمر الذي أقحم أسرة تشينغ في صراع مع البريطانيين في حرب الأفيون الأولى. أسفرت الحرب عن هزيمة الصين وإبرام معاهدة نانجينغ، وهي «معاهدة غير متكافئة» تنازلت الصين بموجبها عن جزيرة هونغ كونغ للبريطانيين وفتحت العديد من الموانئ أمام التجارة الخارجية. أدى تصاعد التوترات بين أسرة تشينغ والقوى الأجنبية إلى اندلاع حرب الأفيون الثانية عام 1856، ما أدى إلى توقيع المزيد من «المعاهدات غير المتكافئة» من قبل الحكومة الصينية. اندلع تمرد تايبينغ عام 1850 على خلفية القضايا الاقتصادية المتصاعدة والتوتر الطائفي والتدخلات الأجنبية. أسس المتمردون مملكة تايبينغ السماوية بقيادة الثوري المسيحي هونغ شيوكوان. تحول التمرد في نهاية المطاف إلى أحد أكثر الصراعات دموية في التاريخ، إذ قُتل ما يقارب 20 إلى 30 مليون شخص، وانتصرت أسرة تشينغ انتصارًا مكلفًا، إذ إنها انهارت بعد أقل من 50 عامًا من التمرد. أدى التمرد إلى زيادة التوتر الطائفي والإقليمي المتسارع الذي كان نذيرًا لعصر أمراء الحرب التالي لسقوط أسرة تشينغ.
استمرت أسرة تشينغ بعد التمرد رغم هذه المشاكل، وكانت الإمبراطورة الأرملة تسيشي الرأس المدبر بين عامي 1861 و1908. كانت إصلاحية معتدلة، وأشرفت على استعادة تونغتشي. عبّر تمرد الملاكمين مع بدء القرن الجديد عن سخط الشعب، وأدى إلى قيام تحالف دولي بغزو الصين لحماية المواطنين والمصالح الأجنبية. وقفت تسيشي في صف المتمردين وتعرضت لهزيمة ساحقة من قبل القوات المشتركة للتحالف. تركت وفاة تسيشي في عام 1908 البلاد في ورطة عميقة دون قائد مؤثر. كان الإمبراطور بويي طفلًا صغيرًا وأصبحت الوصاية عليه محل نزاع شديد. لجأ يوان شيكاي إلى حركة مخادعة لنيل السلطة وأعلن نفسه رئيسًا لجمهورية ضعيفة، وأجبر الإمبراطور الأخير بويي على التنازل عن العرش في عام 1912. مثّل ذلك نهاية أسرة تشينغ، وخاتمة لأكثر من 2000 عام من الحكم الإمبراطوري في الصين. حكم شيكاي ديكتاتورًا لفترة وجيزة، لكنه أثبت عجزه عن حكم كامل الصين، وانقسمت البلاد حتى عام 1928 حين اتحدت بالكامل على يد شيانغ كاي شيك. عادت الأسرة لفترة وجيزة وغير مؤثرة عام 1917 بقيادة بويي، وأصبح رمزًا للصراعات الفوضوية وغير الحاسمة التي من شأنها أن تدمر الصين حتى حكم الكومينتانغ.